# Regionalflughafen Idaho Falls

i7
i11
i13
Der Idaho Falls Regional Airport (IATA-Code: IDA, ICAO-Code: KIDA) ist ein öffentlicher Flughafen, 3 km nordwestlich von Idaho Falls im Bonneville County, Idaho in den Vereinigten Staaten. Er ist vor Ort als Fanning Field bekannt.

## Flughafendaten
Er hat zwei Asphaltpisten: eine mit 2744 m Länge und 46 m Breite und eine mit 1235 m Länge und 23 m Breite. Die Fläche des Flughafens beträgt 350 ha. Die Seehöhe beträgt 1446 m.

## Geschichte
Im Jahr 1929 oder 1930 wurde der Flughafen gegründet. Flüge von und nach Idaho Falls begannen mit National Park Airways 1934 oder 1935. West Coast Airlines (später Delta Air Lines) nahm 1953 den Flugbetrieb auf. West Coast Airlines bediente den Flughafen bis 1968, als sie mit Bonanza Air Lines und Pacific Airlines zu Hughes Airwest fusionierte. Hughes Air West setzte die Flüge fort.

### Flugpläne 1975 bis 2005
(Fluggesellschaft – Flugzeugtyp – Flugziele)
1975
- Hughes Airwest – Fokker F-27 – Boise (Idaho), Pocatello (Idaho)
- Western Airlines – Boeing 737-200 – Butte (Montana), Pocatello, Salt Lake City (Utah)

1979
- Gem State Airlines – Convair, Fairchild Swearinger Metroliner – Boise, Pocatello, Salt Lake City
- Hughes Airwest – McDonnell Douglas DC-9-30 – Boise, Denver (Colorado), Pocatello
- Mountain West Airlines-Idaho – Embraer EMB-110 Bandeirante, Piper – Boise, Pocatello
- Western Airlines – Boeing 737-200 – Salt Lake City

1981
- Cascade Airways – Embraer EMB-110 Bandeirante – Pocatello, Salt Lake City
- Republic Airlines West (ist die übernommene Hughes AirWest) – McDonnell Douglas DC-9-30 – Boise, Denver, Pocatello
- Western Airlines – Boeing 727-200 – Salt Lake City

1985
- Cascade Airways – Beechcraft 1900, British Aerospace BAC 1-11 – Boise, Pocatello
- Continental Express (durchgeführt von Pioneer Airlines) – Swearingen Metroliner – Jackson Hole Airport (Wyoming)
- Horizon Air – Swearingen Metroliner – Boise, Pocatello, Salt Lake City
- Western Airlines – Boeing 737-200 – Jackson, Salt Lake City

1991
- American Airlines – McDonnell Douglas MD-80 – Salt Lake City
- Delta Air Lines – Boeing 737-300 – Jackson Hole, Salt Lake City
- Delta Connection (durchgeführt von SkyWest Airlines) – Embraer EMB-120 Brasilia, Swearingen Metroliner – Pocatello, Salt Lake City
- Horizon Air – Swearingen Metroliner – Boise, Sun Valley (Idaho), Pocatello

1995
- Delta Air Lines – Boeing 737-300 – Jackson Hole, Salt Lake City
- Delta Connection (durchgeführt von SkyWest Airlines) – Embraer EMB-120 Brasilia – Salt Lake City
- Horizon Air – De Havilland DHC-8, Fokker F28 – Boise, Pocatello

2001 – 2005
- Delta Connection (durchgeführt von SkyWest Airlines) – Bombardier CRJ200, Embraer EMB-120 Brasilia – Salt Lake City
- Horizon Air – De Havilland Dash 8-100/200 (2005: 400) – Boise

## Flugbetrieb
Im Jahre 2022 wurden 308.414 Passagiere befördert. Im Jahr 2016 fanden 33.152 Flugbewegungen statt, davon 8.535 lokale Bewegungen, 13.058 Zwischenlandungen, 10.140 Air-Taxi-Flüge, 1.152 Frachtflüge und 267 militärische Flüge. In diesem Jahr waren hier 128 einmotorige und 9 zweimotorige Flugzeuge sowie 6 Jetflugzeuge und 5 Hubschrauber stationiert.
Die wichtigsten Fluggesellschaften für den Flughafen sind Allegiant Air, Alaska Airlines, American Airlines, Delta Air Lines, United Airlines.